# タイラー・ザ・クリエイター
タイラー・ザ・クリエイター（Tyler, The Creator、1991年3月6日 - ）は、アメリカ合衆国カリフォルニア州ラデラハイツ出身のラッパー、ソングライター、音楽プロデューサー、デザイナー、映像作家。本名はタイラー・グレゴリー・オコンマ（Tyler Gregory Okonma）。2010年代初頭に活躍したオルタナティブヒップホップグループOdd Future（オッド・フューチャー）の創設者でリーダーであり、ほぼすべての作品でラップとプロデュースを担当している。ソロアーティストとしては、9つのスタジオアルバムをリリースしており、ほとんどの楽曲で自身がプロデュースを行っている。

## 略歴
Odd Futureの初期の作品を発表した後、2009年にソロ・ミックステープ『Bastard』をリリース。2011年にXL Recordingsからソロ・デビューアルバム『Goblin』をリリースした後、RED DistributionとSony Music Entertainmentとのジョイント・ベンチャー契約を結び、自身のレーベルであるOdd Future Recordsを立ち上げる。その後、2作目のアルバム『Wolf』（2013年）と3作目『Cherry Bomb』（2015年）をリリース。4枚目のアルバム『Flower Boy』（2017年）は広く賞賛され、よりメロディに焦点を当てたジャズを多用したサウンドを実験的に取り入れたことで、それまでの作品とは対照的なものとなった。5枚目のアルバム『IGOR』（2019年）はBillboard 200で初の全米ナンバーワンデビューを果たし、第62回グラミー賞で最優秀ラップアルバムを受賞した。2021年には6枚目のアルバム『CALL ME IF YOU GET LOST』をリリース。
タイラー・ザ・クリエイターはこれまでにグラミー賞、ブリット・アワード、MTVビデオ・ミュージック・アワード、ウォール・ストリート・ジャーナル・アワードを受賞している。また、Odd Futureのリリース作品のカバーアートをすべて手がけており、グループの衣装やその他のグッズのデザインもタイラーが制作し、2011年には自身のファッションブランドGolf Wangを立ち上げた。2012年からはCamp Flog Gnaw Carnivalという毎年開催される音楽フェスティバルを主催している。

## 生い立ち
タイラー・ザ・クリエイターこと、タイラー・グレゴリー・オコンマ（Tyler Gregory Okonma）は1991年3月6日、カリフォルニア州ラデラハイツで生まれた。父はイグボの血を引くナイジェリア人で、母はアフリカ系アメリカ人とヨーロッパ系カナダ人のミックスのアメリカ人だった。父親とは面識がなく、幼少期はカリフォルニア州ラデラハイツとホーソーンのコミュニティで生活していた。7歳のころタイラーはアルバムのカバーを撮り、彼が想像したアルバムの曲目入りのカバーを作ったという。これは彼が曲を作れるようになる前の話である。14歳の頃には独学でピアノを弾き始める。タイラーは12年間の就学期間中に、サクラメントやロサンゼルスを含む12校もの学校に通った。

## 経歴

### 2000年 - 2011年: Odd Future、Bastard、Goblin

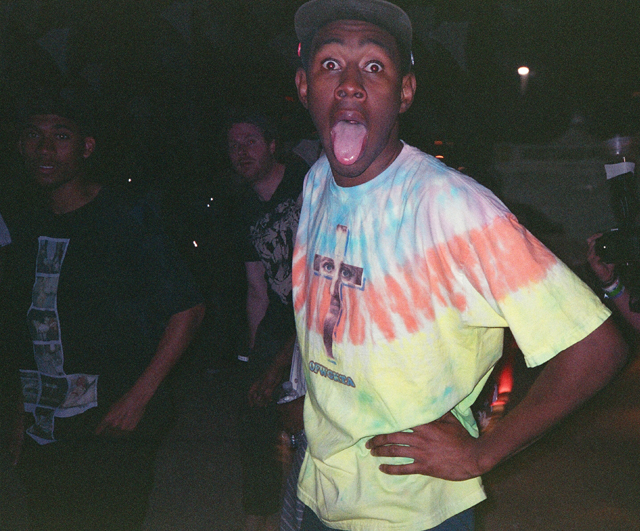
タイラー・ザ・クリエイター（2011年）

タイラー・ザ・クリエイターは、2000年にHodgy、Left Brain、Casey Veggiesと共にオルタナティブ・ヒップホップ・グループOdd Futureを結成。2008年11月にデビュー・ミックステープ『The Odd Future Tape』をセルフリリースする。2009年12月25日、タイラーは初のソロ・ミックステープ『Bastard』（バスタード）をセルフリリース。このミックステープはPitchfork Mediaによる2010年のトップアルバムリストにおいて32位にランクインするなど注目を集めた。
Odd Futureの活動と並行して、タイラーはXL Recordingとアルバム一枚限りの契約を結び、2011年5月10日にソロデビューアルバム『Goblin』（ゴブリン）をリリースする。アルバムは全米初登場5位を記録した。アルバムに先行して発表した「Yonkers」のミュージックビデオではゴキブリを食べるなどの過激な描写が注目を集め、MTV Video Music Awardsで最優秀新人賞を受賞した。
アルバムに先駆けて、2011年2月にタイラーはHodgy Beats共にレイト・ナイト・ウィズ・ジミー・ファロンでテレビ初出演を果たし「Sandwitches」を披露する。続く3月にはmtvU Woodie Awardsに出演し「Yonkers」と「Sandwitches」を披露した。2011年から2012年にかけてOdd Futureとして世界を周り、Coachella、Primavera Sound、Roskilde、T in the Park、Summer Sonic、Readingなど大型フェスティバルにも多数出演した。

### 2011年 - 2014年: Wolf

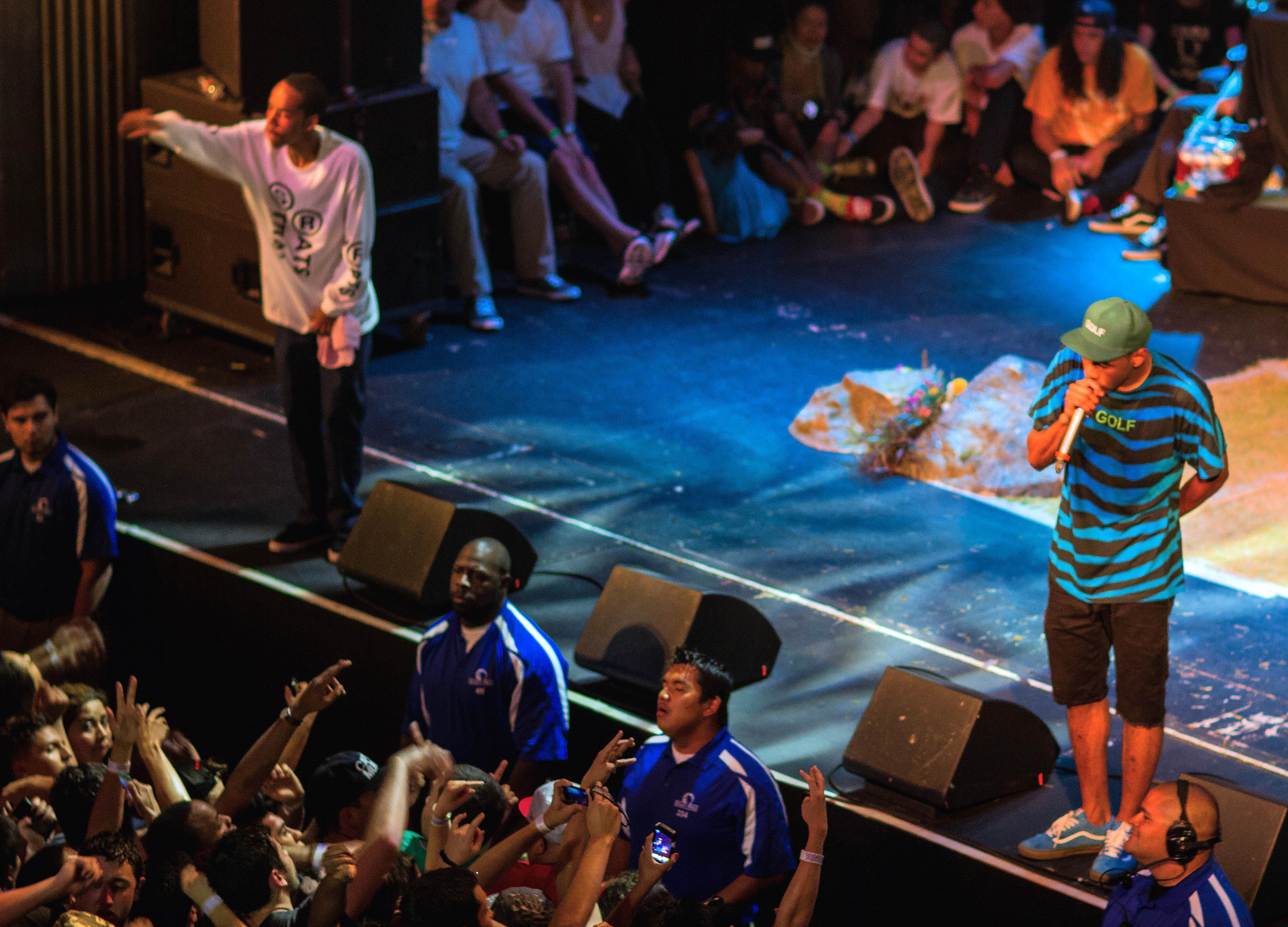
ポモナ・フォックス劇場でのタイラー(右)とアール・スウェットシャツ(左)のパフォーマンス（2013年）

デビューアルバム発売前の2011年初頭、タイラーはソーシャルメディアを通じて、セカンドアルバムは『Wolf』と呼ばれ、2012年5月にリリースされる予定であることをファンに伝えていた。2011年4月にはRED DistributionとSony Music Entertainmentとのジョイント・ベンチャー契約を結び、自身のレーベルであるOdd Future Recordsを立ち上げる。
2012年3月、Odd Futureのオリジナル・テレビシリーズ『Loiter Squad』（ロイター・スクワッド）の放送が始まった。番組は、Odd Futureによるスケッチ、ドッキリ、音楽で構成された15分間のコメディー番組で、ジャッカスを生み出したディックハウス・プロダクションズが制作を担当した。この番組は3シーズンにわたって放送され、ジョニー・ノックスヴィル、リル・ウェイン、セス・ローゲンなどのセレブリティが多数ゲスト出演した。
2013年2月14日、Odd FutureのYouTubeアカウントにL-BOYがスカイダイビングをしている動画をアップロードし、ニューアルバムの詳細と先行シングル「Domo23」を発表した。同月、再びジミーファロンの番組に出演し「Domo23」「Treehome95」を披露する。2013年4月2日、2作目のアルバム『Wolf』（ウルフ）がOdd Future Recordsからリリースされ、全米アルバムチャート初登場3位を記録した。
アルバムには、Frank Ocean、Mike G、Domo Genesis、Earl Sweatshirt、Left Brain、Hodgy Beats、Pharrell Williams、Casey Veggies、Erykah Baduがゲストとして参加した。アルバムのプロデュースは、最終曲「Lone」を除きタイラーのみで制作されている。アルバムからはリードシングル「Domo23」の他「Bimmer」「IFHY」「Jamba」のミュージックビデオが制作された。
タイラーは3月から4月にかけて、北米とヨーロッパでツアーを行い、5月にはアール・スウェットシャツと共にソロ名義では初となる来日公演を恵比寿Liquidroomと横浜ベイホールで行った。その後、ソロアーティストとしてT in the ParkやGlastonburyにも出演し、1年を通してツアーを続けた。翌2014年はフェスティバルを中心に約30本のライブに抑え、ニューアルバムの制作を行なった。

### 2015年 - 2016年: Cherry Bomb

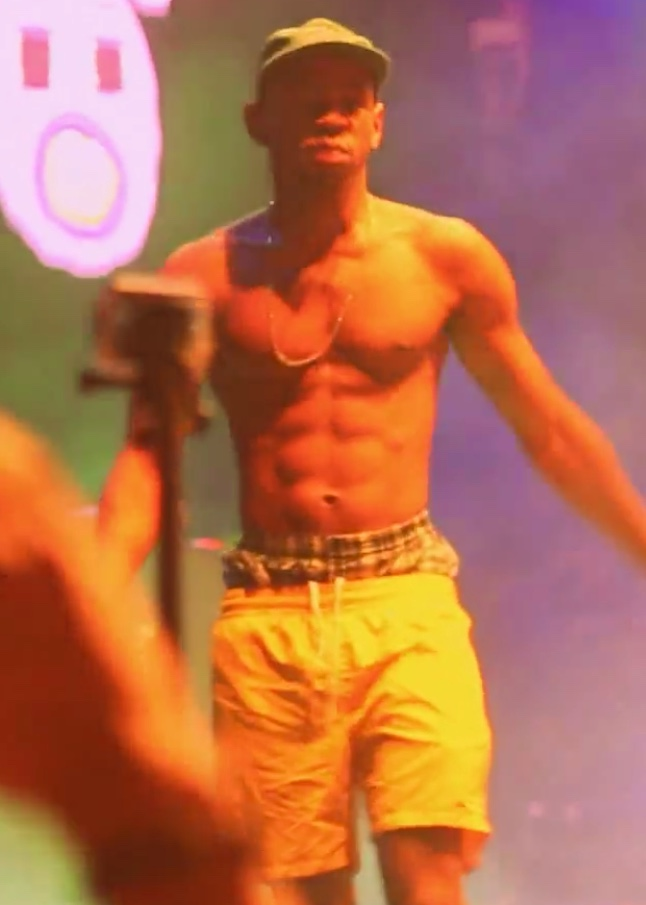
モスクワでのパフォーマンス（2015年）

2015年4月9日、タイラーは新曲「Fucking Young」のミュージックビデオとニューアルバムの詳細を発表する。4月13日、3作目のアルバム『Cherry Bomb』（チェリー・ボム）をリリース、全米4位を記録した。アルバムには Schoolboy Q、Charlie Wilson、Kali Uchis、Kanye West、Lil Wayne、Pharrell Williams、Austin Feinsteinらがフィーチャリングゲストとして参加している。
アルバムはカリフォルニアのタイラーの自宅スタジオを中心に制作された。タイラーはこのアルバムのインスピレーションとして、スティーヴィー・ワンダーを挙げている。収録曲の「2Seater」のストリングセクションはタイラーが作曲しハンス・ジマーのスタジオで録音されたもので、タイラーは初めて生のオーケストラを監督している。また、A$AP Rockyはアルバムにフィーチャーされていないが、いくつかのセッションに参加していた。
アルバムのワールドツアーは4月11日のコーチェラ・フェスティバルでスタートし、北米、ヨーロッパ、アジアを廻り、9月に東京の恵比寿Liquidroomで終了した。オーストラリアツアーは、タイラーの曲中の女性の描写に反対する草の根団体コレクティブ・シャウトのキャンペーンを受けてキャンセルされた。また、8月にタイラーはイギリスへの渡航を3年から5年間禁止されたことを明らかにし、レディング・リーズ・フェスティバルなどを含むイギリス公演を相次いでキャンセルせざるを得なくなった。
アルバムツアーが終了した直後から、エイサップ・ロッキーとのジョイントツアーRocky And Tyler Tourをスタートし12月まで北米を廻った。翌2016年4月にはカリフォルニア内で6公演のミニツアーを行い、夏には世界各地のフェスティバルを含め20本ほどのライブに出演した。

### 2017年 - 2018年: Flower Boy

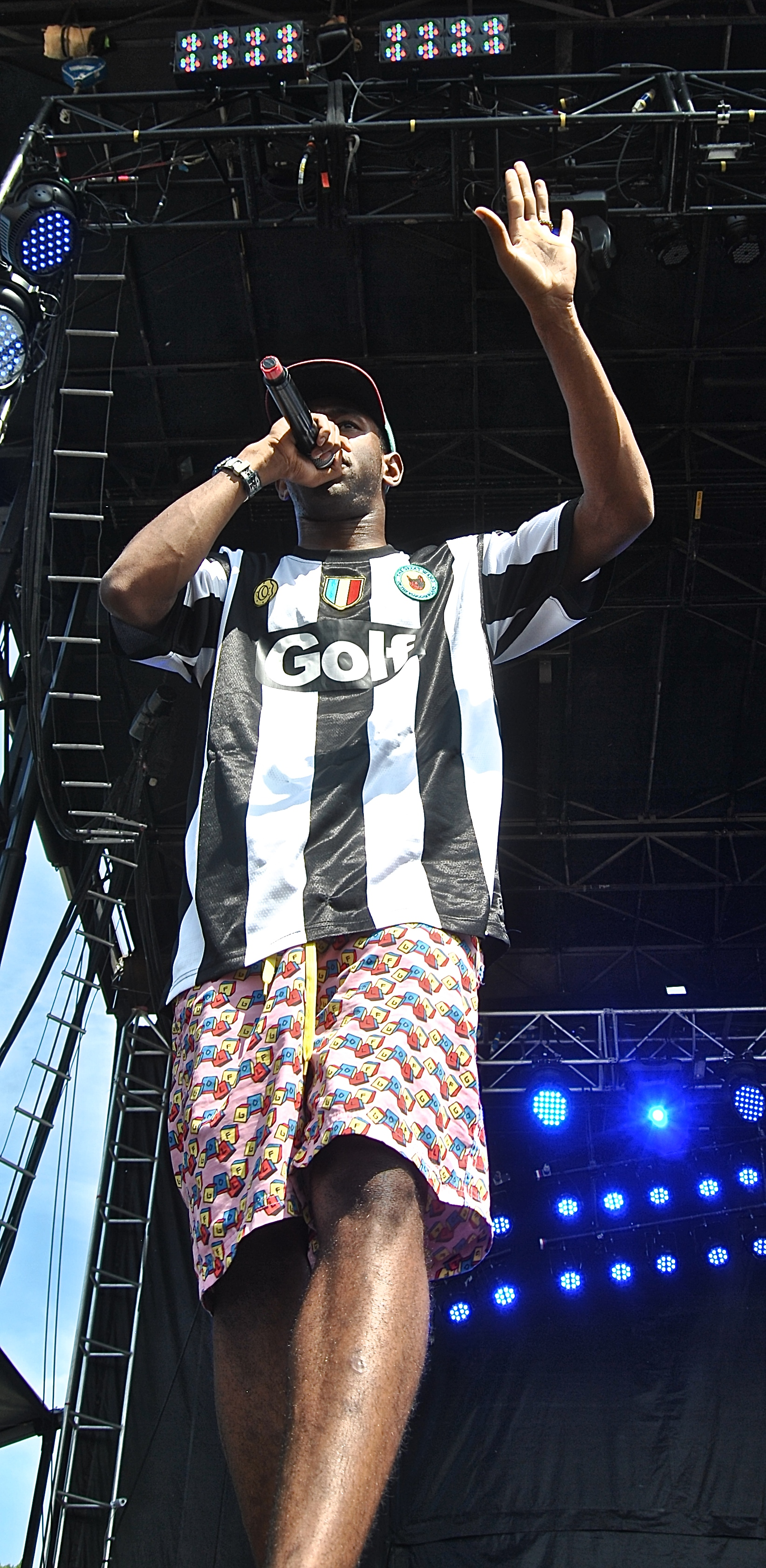
Governors Ballでのパフォーマンス（2016年）

2017年4月8日、フランク・オーシャンが自身のBeats One Radioの番組「blonded RADIO」でタイラーとJay-Zをフィーチャーした楽曲「Biking」を発表する。4月16日には科学者ビル・ナイの新番組「Bill Nye Saves the World」のテーマ曲をタイラーが作曲・プロデュース・演奏することが発表された。8月3日には、タイラーのTVシリーズ『Nuts + Bolts』の放送が始まる。この番組はタイラーが面白いと思ったものや情熱を持っているものに焦点を当て、どのようにして作られているかを解明する内容だった。
6月29日、タイラーは新曲「Who Dat Boy」と「911 / Mr.Lonely」をリリースする。その後、ニューアルバムの詳細や先行シングル「Boredom」「I Ain't Got Time!」が順に解禁され、7月21日に4作目のアルバム『Flower Boy』（フラワー・ボーイ）がリリースされた。アルバムにはFrank Ocean、A$AP Rocky、Anna of the North、Lil Wayne、Kali Uchis、Steve Lacy、Estelle、Jaden Smith、Rex Orange County、Pharrell Williams、Corinne Bailey Rae、Schoolboy Qなどが参加している。
アルバムのレコーディングは2015年後半に開始され、これまでの作品と同様にプロデュースはタイラー自身が担当した。タイラーは前作『Cherry Bomb』に対する一般的な反応が悪かったと感じており、前作を上手く継承したアルバムを作りたいと考えていた。『Flower Boy』では前作に比べてよりパーソナルなアプローチを取っており、ゲストアーティストや演奏に焦点を当てるために、ラップの歌詞は短く要点を押さえたものにしている。
アルバムに収録された曲のいくつかは他のアーティストに提供するために作られたものだった。「I Ain't Got Time！」で使用されているビートは、当初カニエ・ウェストのアルバム『The Life of Pablo』のレコーディングセッション中に作られたものであった。このビートはカニエに断られた後、ニッキ・ミナージュに送られたが1ヶ月後にやはり断られていた。「Glitter」はジャスティン・ビーバーのために作られたが、ビーバーに電話をかけても返事をくれなかったため、タイラーはこの曲を自分のものとした。「See You Again」は元ワン・ダイレクションのメンバーであるゼイン・マリクのために作られたが、2度も断られていた。「Who Dat Boy」はラッパーのスクールボーイ・Qに提供しようとしたが断られている。
アルバム『Flower Boy』は自身最高位を更新する全米初登場2位を記録。Pitchforkが2017年のベストアルバムリストにおいて第8位に、Complexが第6位に選出するなど、批評家からキャリア史上最高の評価を得た。アルバムは第60回グラミー賞の最優秀ラップアルバムにノミネートされた。
アルバムのツアーは7月15日からスタートし、翌2018年11月のCamp Flog Gnawまで続いた。2017年10月には3度目となる来日公演が恵比寿Liquidroomで敢行されることが急遽決定し、深夜という時間のライブではあったが即日完売するなど大盛況となった。

### 2019年 - 2020年: IGOR

2019年5月6日、タイラーは新曲をフィーチャーした2つの短いビデオクリップを公開する。映像でタイラーは金髪のウィッグ、カラフルなスーツ、黒のサングラス、グリルを身に着けており、その後ソーシャルメディアに投稿した写真や、ミュージックビデオでも同じスタイルに統一されていた。5月17日、5作目のスタジオアルバム『IGOR』（イゴール）がリリースされた。アルバムにはPlayboi Carti、Lil Uzi Vert、Solange、Kanye West、Jerrod Carmichaelがゲストとして参加し、バックコーラスにはSantigold、Jessy Wilson、La Roux、CeeLo Green、Charlie Wilson、Slowthai、Pharrell Williamsなど豪華メンバーが起用された。
アルバムには初めてタイラー自身の歌声がフィーチャーされており、R&B、ファンク、ラップ、ネオソウルが雑然と混ざりあう作風となった。アルバムのテーマは、タイラーが付き合っている男性と女性との三角関係の物語を描いている。アメリカのコメディアン、ジェロッド・カーマイケルがアルバムのナレーターを務め、タイラーとタイトルキャラクター「イゴール」の精神状態を説明するための短いセリフが挿入された。2018年秋冬号の『Fantastic Man』のインタビューで、タイラーは恋をしたことがあるかと聞かれ「その話はしたくない」と答え、「えーと、それは次のレコードで。」と述べていた。

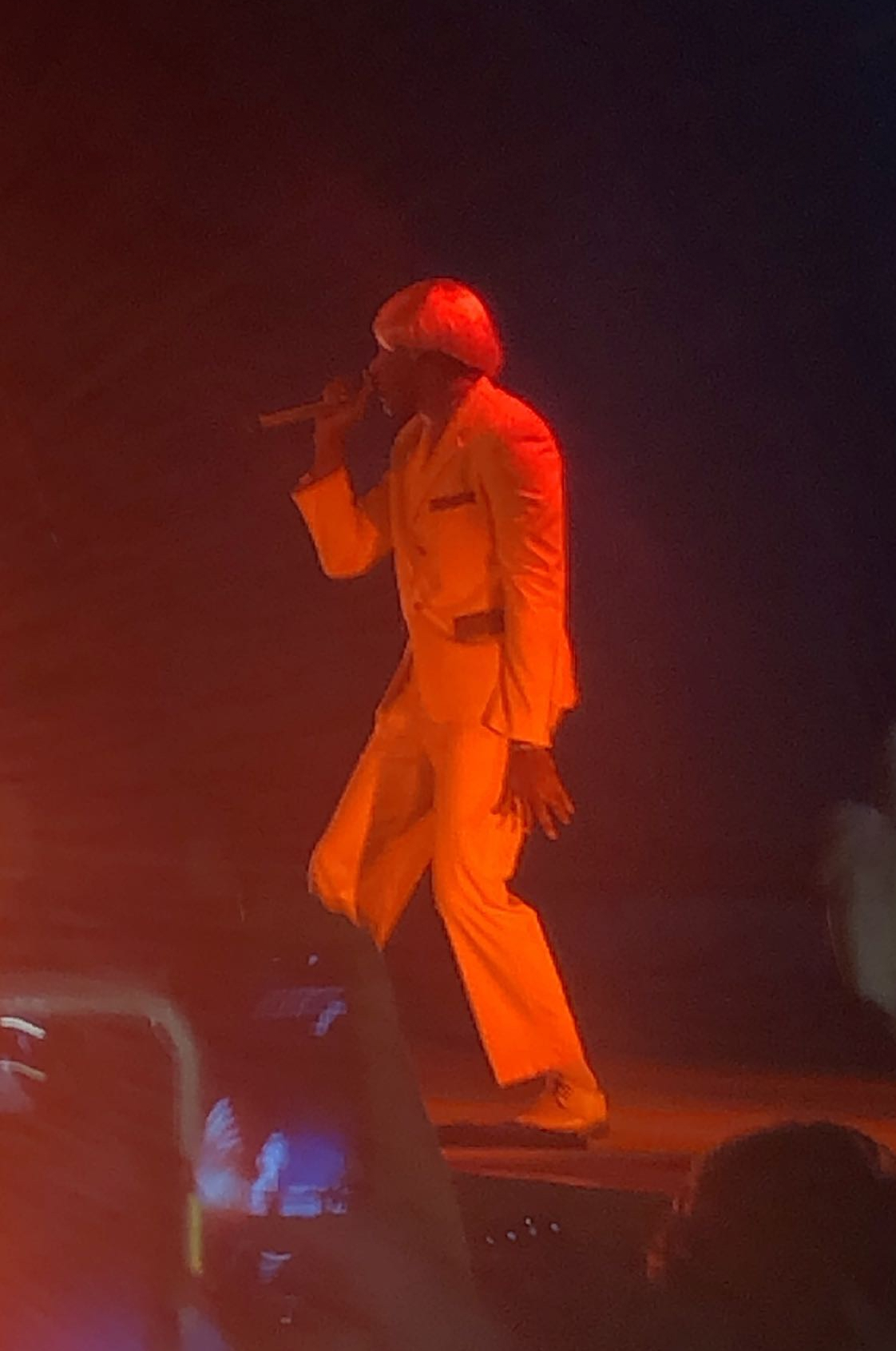
ピッツバーグでのパフォーマンス（2019年）

アルバムの制作は2017年に始まった。タイラーは当初、ジャスティン・ビーバーとリアーナのために楽曲「Earfquake」を書いていたが、二人ともこの曲を断っていた。「I Think」はフィーチャリングアーティストのソランジュとフランク・オーシャンの助けを借りて、イタリアのコモ湖でレコーディングされた。タイラーはラッパーのエイサップ・ファーグとのレコーディング・セッションの休憩中に「Running Out of Time」を書き、ケンドリック・ラマーに歌声を評価していると言われ安心した、と明かしている。「Gone, Gone」は2013年の『Wolf』のツアー中に制作されたビートだったが、『Cherry Bomb』と『Flower Boy』のどちらのアルバムにも合わないと感じたため、採用されずに残っていた楽曲だった。
アルバム『IGOR』はアメリカのBillboard 200で1位を獲得し、タイラーにとって初の全米ナンバーワン・アルバムとなった。アルバムからは「Earfquake」「A Boy Is a Gun」「I Think」の3曲のミュージックビデオが制作された。「Earfquake」は特にヒットし、Billboard Hot 100で最高13位を記録した。
アルバムは前作に続き批評家から絶賛を受けた。音楽メディアが発表した2019年の年間ベストアルバムのランキングでは、Complexが第1位、NMEとClashが第2位、The GuardianとEntertainment Weeklyが第5位、Consequence of Sound、Noisey、The Independentが第6位など、30ものメディアがアルバムをトップ10内に選出した。2020年の第62回グラミー賞では念願の最優秀ラップアルバム賞を受賞し、母親と盟友ジャスパー・ドルフィンと共にステージに上がりスピーチした。授賞式では特別なパフォーマンスも用意され、Boyz II MenやCharlie Wilson、大勢のダンサーと共に「Earfquake」「New Magic Wand」を披露した。また、イギリスのブリット・アワードではインターナショナル男性ソロアーティスト賞を受賞した。
アルバムのツアーは2019年5月からスタートし、Governors Ball、Bumbershootなどのフェスティバルではヘッドライナーを務めた。12月23日には『IGOR』に収録されなかった楽曲「Best Interest」「Group B」の2曲をミュージックビデオと共に発表している。

### 2021年 - 現在: Call Me If You Get Lost
2021年6月9日、突如ロサンゼルスの街にビルボードが掲げられた。ビルボードには電話番号が記載されており、電話をかけるとタイラーと母親の会話が流れ、未発表曲の断片が聞くことができた。6月16日、ニューアルバムのリードシングルとなる「Lumberjack」がリリースされた。翌日タイラーはニューアルバムのジャケットを公開し、発売日を発表する。2021年6月25日、6枚目のアルバム『CALL ME IF YOU GET LOST』（コール・ミー・イフ・ユー・ゲット・ロスト）がリリースされた。アルバムにはフィーチャリング・ゲストとしてDJ Drama、42 Dugg、YoungBoy Never Broke Again、Ty Dolla Sign、Lil Wayne、Teezo Touchdown、Domo Genesis、Brent Faiyaz、Fana Hues、Daisy World、Lil Uzi Vert、Pharrell Williamsらが参加した他、バックコーラスとしてFrank Ocean、Jasper Dolphinなどが起用されている。

## ファッション

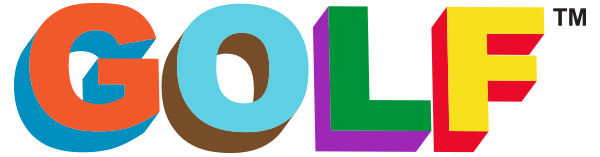

2011年、タイラーは自身のファッションブランドであるGOLF WANGを設立。2018年現在のAutumn/Winter 2018を含め、計9シーズンを展開している。2017年にはこれまでGOLF WANGやODD FUTUREでのコラボシューズをリリースしていたヴァンズとの契約を終え、コンバースとのコラボレーションを始動させる。元々、GOLF Fashon Show 2016にてPeopleFootwearとのコラボシューズとして披露されたがデザインはほぼそのままにコンバースにてリリースされた。以来GOLF le FLEUR*としてGOLF WANGの旗艦店はもちろん、コンバースのオンラインストア、GOLF WANGの姉妹サイトであるgolflefleur.comなどでシューズを扱っている。さらに近年、そのファッションセンスの高さが多方面で注目され始め、度々ファッション雑誌などで取り上げられている。

## 論争

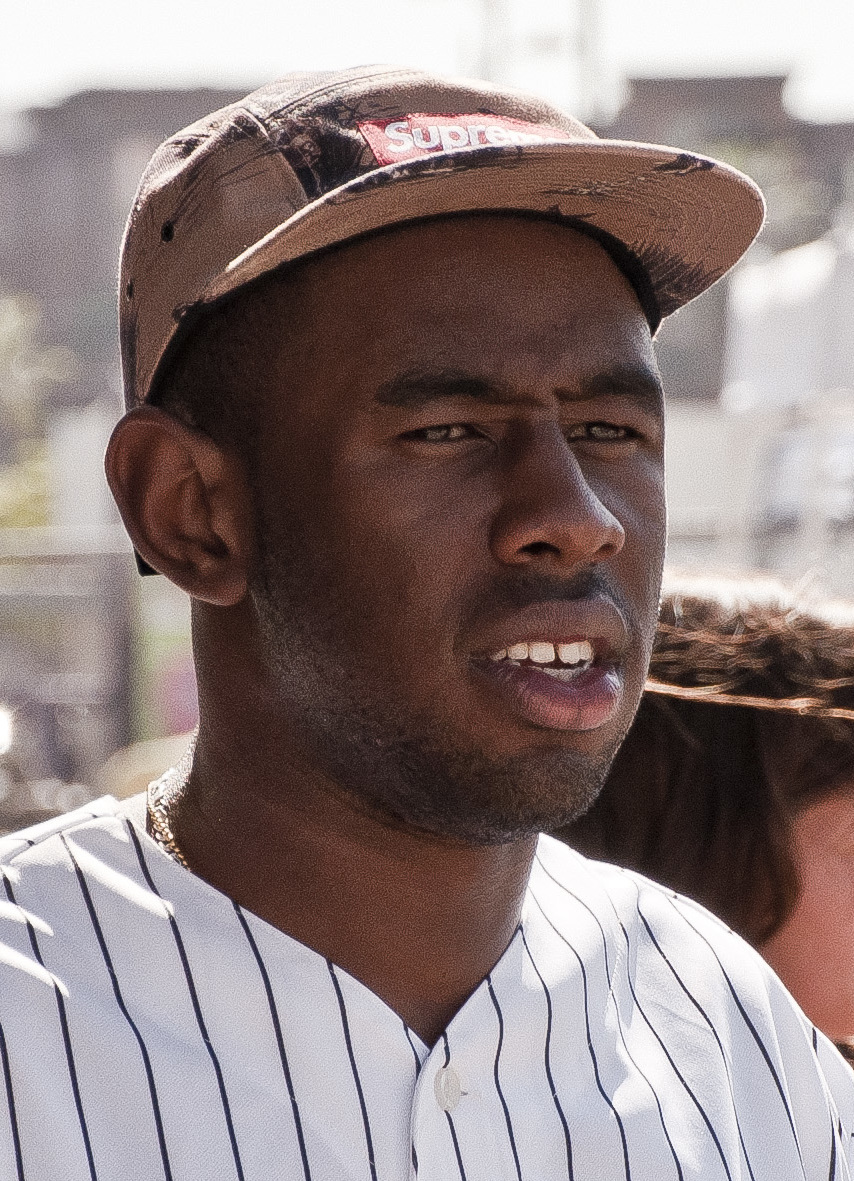
タイラー・ザ・クリエイター（2012年）

タイラーは同性愛者への差別的な発言を批判されてきた。特にリリックやツイッターでよくfaggotという蔑称を使うことについて批判されている。彼はホモフォビアであるという非難を否定し、「俺はホモフォビアではない。faggotやgayはまぬけを表現する形容詞として使っているだけだ」「俺はホモフォビアというわけではなく、faggotは表現として有効だと思っているだけだ」などと述べている。2012年にOdd Futureのメンバーであるフランク・オーシャンが同性との関係を公にした際は、真っ先に支持を表明した。
アルバム『Flower Boy』に収録された「Foreword」「Garden Shed」「I Ain't Got Time！」の歌詞は、タイラー自身がゲイであることをカミングアウトしているのではないかとの憶測を呼んでいる。タイラーは2017年8月のインタビューで15歳の時にボーイフレンドがいたことを明らかにしたようだが、後にそれは言葉のあやであったとツイートしたことでさらに議論を煽った。
2014年3月15日、タイラーはサウス・バイ・サウスウエストのライブで、ファンに向かって叫んで警備員を押しのけた行為で、暴動を扇動したとして逮捕された。
2015年8月にタイラーはイギリスへの渡航を3年から5年間禁止されたことを明らかにし、レディング・リーズ・フェスティバルなどを含むイギリス公演を相次いでキャンセルせざるを得なくなった。マネージャーであるクリスチャン・クランシーは、2009年のミックステープ『Bastard』の歌詞に問題があるとして当時の内務大臣であったテリーザ・メイから禁止の通知を受けたと述べている。タイラーは後に、自分が「テロリストのように扱われた」と感じたと主張し「彼らは自分たちの子供たちが黒人をアイドル視しているという事実が気に入らなかった」と述べて、禁止が人種的に動機づけられたことをほのめかした。BBCは「2019年2月に禁止令が解除されたと思われる」と報道し、アルバム『IGOR』のプロモーションのロンドンでのライブが発表された。しかし、警察から安全を守れないとの声が上がったため、ロンドン公演は強制的にキャンセルされた。2020年にイギリスのブリット・アワードでインターナショナル男性ソロアーティスト賞を受賞した際は、スピーチで「心から大切に思っている人がいる。その人に、特別なメッセージを送りたい。家でキレてるんだろうな。ありがとう、テリーザ・メイ！」と延べ歓声を浴びた。
2018年、エミネムは彼のアルバム『Kamikaze』の収録曲「Fall」の中で「タイラーは何もクリエイトしちゃいない。お前が自分のことをfaggotと呼ぶ理由が俺にはわかるぜ」とタイラーをディスしたが、後に彼のYouTubeチャンネルの動画の中で「言い過ぎた」と認めている。

## 人物

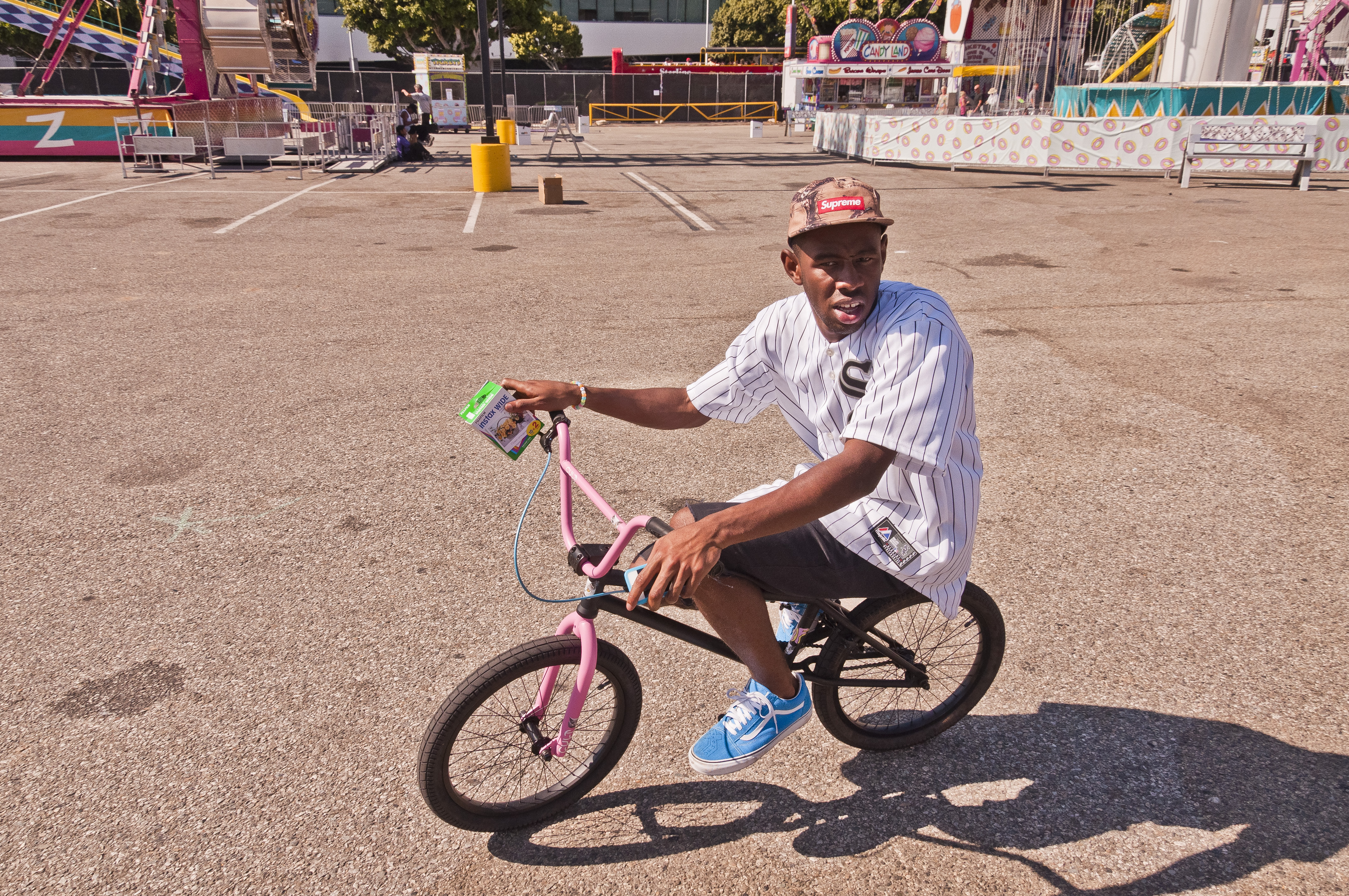
ピンクのBMXに乗るタイラー・ザ・クリエイター（2012年）

タイラー・ザ・クリエイターは無神論者であることを認めており、作品内、特にミックステープ『Bastard』やアルバム『Goblin』では露骨に反宗教的な歌詞を書いている。また、彼が不可知論者であることを示唆するような発言もしている。
タイラーは2002年から熱心なスケートボーダーであり、BMXの自転車を集めている。
タイラーは自身のセクシュアリティに関してはっきりと断言したことはないが、歌詞やインタビューの中で同性関係を持っていたことや同性に惹かれる経験について多くの直接的な言及をしており、憶測を呼んでいる。

## ディスコグラフィ

### アルバム
| 2011                                      | Goblin                  | - 発売日: 2011年5月10日 - レーベル: XL - フォーマット: CD, LP, digital download - 全米売上: 23万枚               | 5 | 66 | 62 | 16 | 13 | 97 | 44 | 21 |              |
| 2013                                      | Wolf                    | - 発売日: 2013年4月2日 - レーベル: Odd Future, RED - フォーマット: CD, LP, digital download - 全米売上: 10.7万枚 | 3 | 19 | 48 | 2  | 10 | —  | 46 | 17 |              |
| 2015                                      | Cherry Bomb             | - 発売日: 2015年4月13日 - レーベル: Odd Future, RED - フォーマット: CD, digital download - 全米売上: 8万枚       | 4 | 13 | 83 | 5  | 37 | —  | 38 | 16 |              |
| 2017                                      | Flower Boy              | - 発売日: 2017年7月21日 - レーベル: Columbia - フォーマット: CD, cassette, digital download - 全米売上: 10.6万枚 | 2 | 8  | 29 | 2  | 11 | 66 | 7  | 9  |              |
| 2019                                      | IGOR                    | - 発売日: 2019年5月17日 - レーベル: Columbia - フォーマット: CD, digital download, cassette                      | 1 | 3  | 5  | 2  | 4  | 29 | 4  | 4  | US: プラチナ |
| 2021                                      | CALL ME IF YOU GET LOST | - 発売日: 2021年6月25日 - レーベル: Columbia - フォーマット: CD, digital download, cassette                      | 1 | 2  | —  | 3  | 3  | —  | —  | 4  |              |
| 2024                                      | CHROMAKOPIA             | - 発売日: 2024年10月28日 - レーベル: Columbia - フォーマット: CD, digital download, cassette                     | 1 | 1  | —  | 1  | 4  | —  | —  | 1  |              |
| 2025                                      | DON'T TAP THE GLASS     | - 発売日: 2025年7月21日 - レーベル: Columbia - フォーマット: CD, LP, digital download                            | — | —  | —  | —  | —  | —  | —  | —  |              |
| "—"は未発売またはチャート圏外を意味する。 |                         | |   |    |    |    |    |    |    |    |              |

## フィルモグラフィ

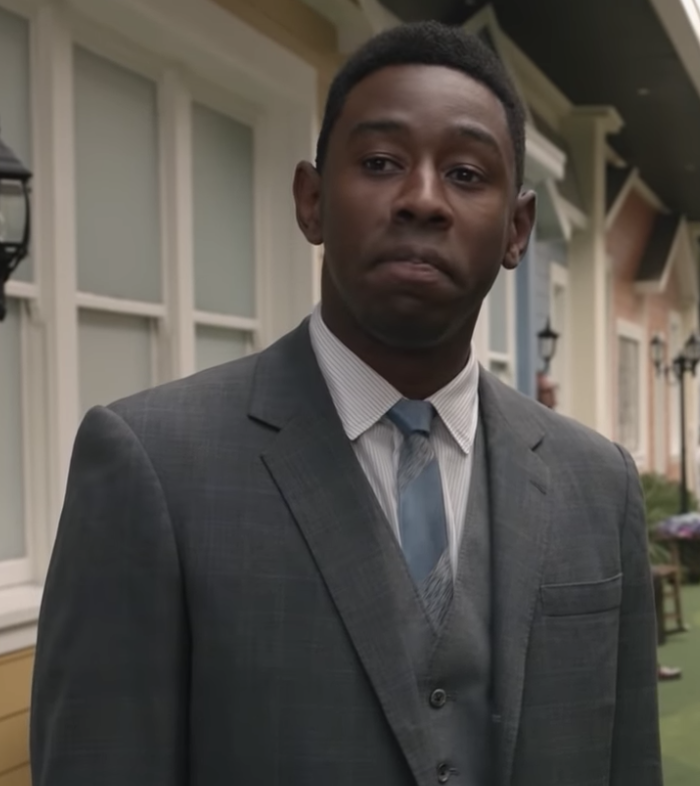
コメディドラマ『Kidding』に出演するタイラー（2020年）

| 年  | 題名          | 役名 | 備考                 |
| --- | ------------- | ---- | -------------------- |
| TBA | Marty Supreme | TBA  | 長編映画デビュー作品 |

## のゼリーたち!
タイラー・ザ・クリエイターは、のゼリーたち!というアニメーション シリーズも制作しました。 2017年にアダルトスイムで放映されました。コーネルゼリーがクラゲの家族に引き取られたことが特徴です。でも日本では未公開だった

## 日本公演
- 2011年
  - 8月13日、千葉 幕張メッセ - SUMMER SONIC TOKYO（Odd Futureとして出演）
  - 8月14日、大阪 舞洲スポーツアイランド - SUMMER SONIC OSAKA（Odd Futureとして出演）
- 2013年
  - 5月30日、東京 LIQUIDROOM
  - 6月1日、神奈川 横浜BAY HALL
- 2015年
  - 9月14日、東京 LIQUIDROOM
- 2017年
  - 10月20日、東京 LIQUIDROOM